# Quá trình p
Thuật ngữ Quá trình p (p là proton) được sử dụng theo hai cách trong tài liệu khoa học liên quan đến nguồn gốc vật lý thiên văn của các nguyên tố (là tổng hợp hạt nhân).
Ban đầu, nó đề cập đến một quá trình bắt giữ proton, là quá trình nguồn tạo ra các đồng vị giàu proton nhất định, sự xuất hiện tự nhiên của các nguyên tố từ selen đến thủy ngân. Những hạt nhân này được gọi là hạt nhân p (p-nuclei) và nguồn gốc của chúng vẫn chưa hoàn toàn được hiểu rõ.
Mặc dù đã chỉ ra rằng quá trình đề xuất ban đầu không thể tạo ra hạt nhân p, nhưng sau đó, thuật ngữ Quá trình p (p-process) đôi khi được sử dụng để nói chung cho bất kỳ quá trình tổng hợp hạt nhân nào được cho là nguồn tạo ra hạt nhân p.
Thông thường có sự nhầm lẫn hai ý nghĩa. Do đó, các tài liệu khoa học gần đây đề nghị chỉ sử dụng thuật ngữ Quá trình p cho quá trình bắt giữ proton thực tế, vì nó là thông lệ với các quá trình tổng hợp hạt nhân khác trong vật lý thiên văn.